# Liên Hiệp, Tuyên Quang
Liên Hiệp là một xã thuộc tỉnh Tuyên Quang, Việt Nam.

## Địa lý
Xã Liên Hiệp nằm ở phía đông huyện Bắc Quang, có vị trí địa lý:
- Phía đông giáp tỉnh Tuyên Quang
- Phía tây giáp xã Vô Điếm
- Phía nam giáp tỉnh Tuyên Quang và xã Đức Xuân
- Phía bắc giáp xã Bằng Hành và xã Hữu Sản.

Xã Liên Hiệp có diện tích 49,67 km², dân số năm 2019 là 4.395 người, mật độ dân số đạt 89 người/km².

## Lịch sử
Ngày 19 tháng 2 năm 1986, Hội đồng Bộ trưởng ban hành Quyết định số 14/1986/QĐ-HĐBT về việc thành lập xã Đức Xuân trên cơ sở điều chỉnh 4.592 hécta với 1.154 nhân khẩu của Liên Hiệp.
Xã Liên Hiệp có diện tích tự nhiên 6.028 hécta với 1.003 nhân khẩu.